# Klaas Buist
Klaas Buist (Groningen, 29 juni 1927 – aldaar, 12 juni 1999) was een bekende linksback van GVAV in de beginjaren van het Nederlandse betaald voetbal. Hij kwam voor GVAV uit tussen 1947 en 1965 en maakte met Abel Alting, Siep Benninga, Gerrit Borghuis en Bram van der Hoeven deel uit van het verdedigingsblok van dit elftal in de eerste jaren van het betaalde voetbal. Zijn bijnaam was Neuze (Neus). Na 384 wedstrijden maakte hij de overstap naar de amateurtak van GVAV.  Hij scoorde vier keer voor de Groningse profploeg.
In de wijk Van Starkenborgh in Groningen is een straat naar hem genoemd, de Klaas Buistlaan.
Na zijn actieve voetbalcarrière was hij nog werkzaam als trainer bij VV Hoogkerk en VV Engelbert .